# Jaak Panksepp
Jaak Panksepp, né le 5 juin 1943 à Tartu et mort le 18 avril 2017à Bowling Green dans l'Ohio, est un neuroscientifique et psychobiologiste estonien installé aux États-Unis, professeur à l'Université d'État de Bowling Green.
Il a inventé le terme « neuroscience affective », domaine qui étudie les mécanismes neuronaux de l'émotion.

## Carrière
Jaak Pankseep a été titulaire de la chaire Baily Endowed of Animal Well-Being Science pour le département de médecine vétérinaire et d'anatomie comparée, de pharmacologie et de physiologie du College of Veterinary Medicine de l'université d'État de Washington et professeur émérite du département de psychologie de la l'université d'État de Bowling Green. Il était connu dans la presse populaire pour ses recherches sur le rire chez les animaux non humains,.

## Recherches
Panksepp a inventé le terme « neuroscience affective  pour désigner le domaine qui étudie les mécanismes neuronaux de l'émotion,,,.
Panksepp a mené de nombreuses expériences, dont une avec des rats : il a constaté que les rats montraient des signes de peur lorsque les poils de chat étaient placés à leur proximité, même s'ils n'avaient jamais côtoyé un chat. De cette expérience, Panksepp émet l'hypothèse qu'il est possible que la recherche en laboratoire soit systématiquement biaisée en raison de la promiscuité des chercheurs avec des chats de compagnie. Il tente de reproduire l'expérience en utilisant des poils de chien, mais les rats n'ont montré aucun signe de peur.
Dans le documentaire de 1999 Why Dogs Smile and Chimpanzees Cry, il a montré – en vue de la commenter – une recherche de la joie chez les rats : le chatouillement des rats domestiqués produit chez eux un son aigu qui a été hypothétiquement identifié comme du rire.
Panksepp est également bien connu pour avoir publié un article en 1979 suggérant que les peptides opioïdes pourraient jouer un rôle dans l'étiologie de l'autisme, en proposant que l'autisme pourrait être « un trouble émotionnel résultant d'un bouleversement des systèmes opiacés dans le cerveau ».
Dans son livre Affective Neuroscience, il décrit comment un apprentissage efficace peut être atteint conceptuellement par la création d'états neuro-émotionnels expérimentés subjectivement, propres à fournir des codes internalisés simples de valeurs biologiques qui correspondent aux grandes priorités de la vie,.
Temple Grandin s'appuie largement sur le travail de Panksepp pour décrire comment une appréciation des émotions primaires de «jeu», «panique/dispute», «peur», «colère», «curiosité», «désir sensuel» et «soin» – et ce qui les déclenche – peut améliorer les soins prodigués aux animaux d'élevage et le bien-être des animaux de compagnie.

## Publications
- avec Peter Johnson Morgane (en) Handbook of the Hypothalamus, New York, Marcel Dekker, 1979-1981, 4 vol.

Vol. 1 : Anatomy of the Hypothalamus, 1979 ; vol. 2 : Physiology of the Hypothalamus, 1980 ; vol. 3 : Part A. Behavioral Studies of the Hypothalamus, 1980 ; vol. 4 : Part B. Behavioral Studies of the Hypothalamus, 1981.
- avec Manfred Clynes : (en) Emotions and Psychopathology, Boston, Springer, 1988 (ISBN 978-1-4757-1989-5, présentation en ligne).
- (en) Advances in Biological Psychiatry, Greenwich, JAI Press, 1995-1996, 2 vol.
- (en) Affective Neuroscience: The Foundations of Human and Animal Emotions, New York, Oxford University Press, 1998 (ISBN 9780195096736, présentation en ligne).
- (en) A Textbook of Biological Psychiatry, New York, Wiley-Liss, 2004, XXIII- 699 p. (ISBN 9780471434788).
- avec Lucy Biven : (en) The Archaeology of Mind: Neuroevolutionary Origins of Human Emotion, New York, W. W. Norton & Company, coll. « The Norton series on interpersonal neurobiology », 2012, XXVII- 562 p. (ISBN 9780393705317, présentation en ligne).
- avec Kenneth L. Davis : (en) The Emotional Foundations of Personality: A Neurobiological and Evolutionary Approach  (préf. Mark Solms), New York, W. W. Norton & Company, 2018, XII-330 p. (ISBN 9780393710571, présentation en ligne)[12].